# Мужская сборная Швейцарии по баскетболу
Сборная Швейцарии по баскетболу — национальная баскетбольная команда, представляющая Швейцарию на международных соревнованиях.

## История
В 1935 году сборная Швейцарии приняла участие в первом чемпионате Европы. В первом раунде Швейцария обыграла Румынию со счётом 42-9.В промежуточном раунде Швейцария выиграла матч против Италии со счётом 27-17.В полуфинале Швейцария проиграла Латвии со счётом 19-28 , а в матче с Чехословакией Швейцария потерпела поражение со счётом 23-25.Четвертое место на чемпионате Европы до сих пор является лучшим результатом сборной Швейцарии.

## Международные турниры
Чемпионат Европы по баскетболу
- 1935 4 место
- 1946 5 место
- 1951 13 место
- 1953 11 место
- 1955 14 место
- 1965—2003 не прошла квалификацию
- 2005—2011 Дивизион В

Баскетбол на Олимпийских играх
- 1936 11 место
- 1948 21 место
- 1952 22 место
- 1960—1992 не прошла квалификацию